# Kathleen Monahan
Kathleen Monahan (* 9. November 1972 in Aspen, Colorado) ist eine ehemalige US-amerikanische Skirennläuferin. Sie ist zweifache US-amerikanische Meisterin.
Monahan wuchs in Aspen auf und stand im Alter von vier Jahren erstmals auf Skiern. Mit acht Jahren bestritt sie ihr erstes Rennen.
Ihr Debüt im Weltcup gab sie im Jahr 1992. Dennoch feierte sie ihre ersten Erfolge zunächst im nordamerikanischen Nor-Am Cup. 1995 wurde sie Gesamtsiegerin dieser Rennserie und sicherte sich auch den Sieg in der Riesenslalomwertung. Nach diesem Erfolg nahm sie ab der Saison 1995/96 regelmäßig am Skiweltcup teil. Im Lauf ihrer Karriere konnte sie sich zweimal unter den besten Zehn platzieren. Größter Erfolg war ein dritter Platz im Super-G von St. Moritz im März 1999. Im gleichen Jahr wurde sie auch bei den US-amerikanischen Titelkämpfen Meisterin in der Kombination und im Super-G. Zum Ende der Saison zog sie sich beim Training in Zermatt einen Riss des Knorpels im rechten Knie zu, der sie zu einer zweijährigen Pause zwang.
Ihr Comeback in der Olympiasaison 2001/02 begann verhalten. Erst langsam fuhr sie wieder an die besten Zwanzig heran. Erst bei den Olympischen Winterspielen in Salt Lake City gelang mit Rang 11 im Super-G wieder eine gute Platzierung.
Nachdem Monahan im Dezember 2002 ihr letztes Weltcuprennen bestritten hatte, zog sie sich 2004 endgültig vom Skirennsport zurück.